# Titus Salt

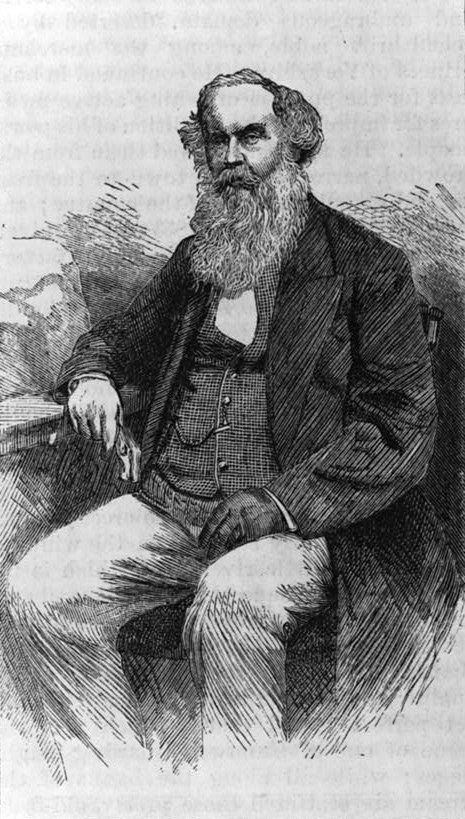
Sir Titus Salt.

Titus Salt, född den 20 september 1803 i Morley nära Leeds, död den 29 december 1876 i Lightcliffe nära Halifax, var en engelsk industriidkare.
Salt var son till en affärsman i ylle och blev faderns kompanjon 1824. Han uppfann en ny maskin, som gjorde det möjligt att använda den billigaste ryska ullen (donskoje), och senare ett nytt sätt att behandla alpackaull. Därigenom skapade han nya möjligheter inom ylleindustrin och blev en av Englands rikaste män. Sin rikedom använde han till stor del att bereda sina arbetare bättre villkor. Så anlade han 1851 arbetarstaden Saltaire, såväl ett stort fabriks- som ett mönstersamhälle med alla slags institutioner för arbetarnas bästa. Han var 1859–1861 parlamentsledamot och blev 1869 baronet.